# 金·维多

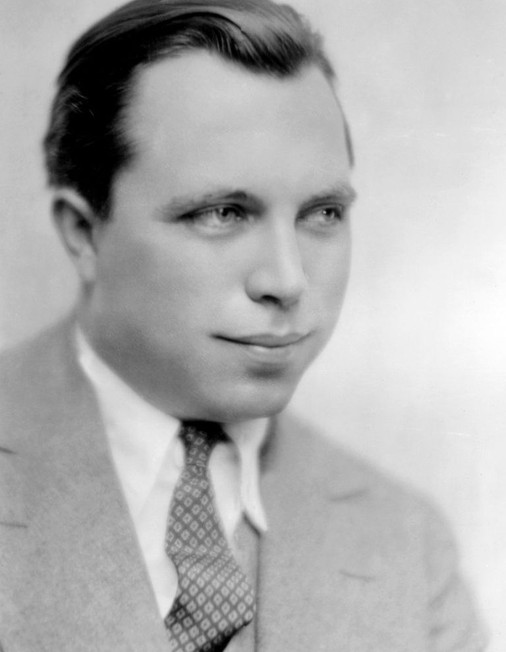
金·维多

金·沃利斯·维多（英語：King Wallis Vidor；英语发音：/ˈviːdɔːr/ VEE-dor；1894年2月8日－1982年11月1日）是一位美国电影导演、制片人及编剧，其67年的電影生涯橫跨無聲電影和有聲電影時代。作品以對當代社會問題的生動、人性化和富有同情的描繪而聞名。維多被認為是作者型導演，並涉獵多種電影類型，使得主題決定風格，經常突破傳統電影製作的界限。维多生于加爾維斯敦。他的祖父是1848年匈牙利革命难民。 维多的母亲具有苏格兰-英格兰血统，是戴维·克罗克特第二任妻子的亲戚 。维多六岁时曾親身經歷1900年加尔维斯顿飓风。  维多曾五次获得奥斯卡最佳导演奖提名。1979年，他被授予奥斯卡荣誉奖。